# Élections législatives tasmaniennes de 2024
Les élections législatives tasmaniennes de 2024 ont lieu le 23 mars 2024 afin d'élire les membres de l'Assemblée de l'État australien de Tasmanie. Organisées de manière anticipée, les élections sont les premières depuis l'augmentation du nombre de sièges à la chambre, dont le total passe de 25 à 35 sièges.
Le gouvernement minoritaire sortant du Premier ministre Jeremy Rockliff, à la tête du Parti libéral, cherche à obtenir une nouvelle majorité après la perte de cette dernière un an plus tôt.
Le scrutin aboutit à un parlement sans majorité sans réel vainqueur. S'il arrive largement en tête, le Parti libéral subit un très fort recul et échoue à décrocher la majorité absolue des sièges qu'il convoitait. Principal parti d'opposition dans la législature sortante, le Parti travailliste ne bénéficie pas pour autant du recul du Parti libéral, qui s'effectue au profit des Verts, des indépendants et du Réseau Jacqui Lambie. 
Le Parti travailliste reconnaît rapidement sa défaite. Jeremy Rockliff forme le 11 avril un gouvernement minoritaire avec le soutien sans participation du Réseau Jacqui Lambie et de plusieurs élus indépendants.

## Contexte

### Législatives de 2021

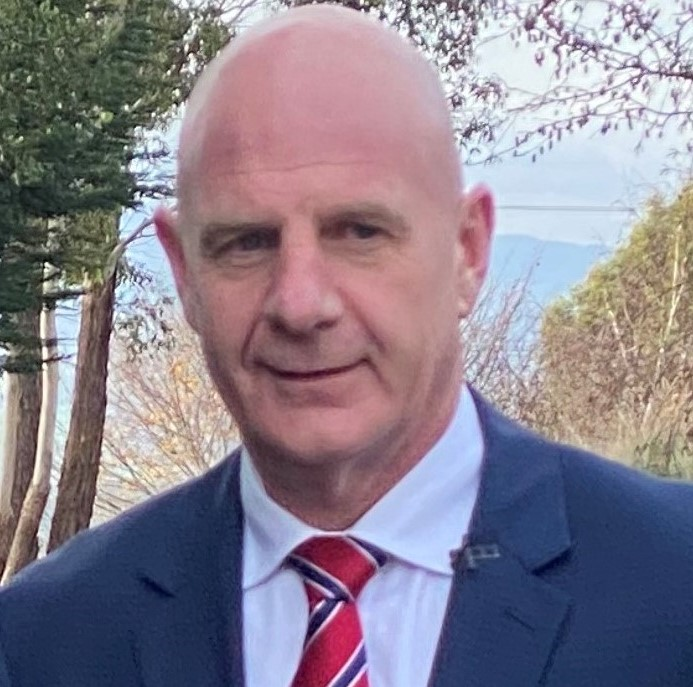
Peter Gutwein.

Les élections législatives de mai 2021 voient la victoire du Parti libéral qui conserve la majorité absolue avec treize sièges sur vingt cinq. C'est la première fois que le parti parvient à être reconduit pour un troisième mandat consécutif en Tasmanie. 
Si le résultat du scrutin n'est pas à la hauteur des espérances du Premier ministre Peter Gutwein, qui ne parvient pas à imiter le succès post pandémique des Premiers ministres travaillistes des états du Queensland et d'Australie-Occidentale malgré une popularité personnelle élevée — Gutwein est en effet réélu dans la circonscription de Bass avec plus de 29 000 votes préférentiels, soit près du double de son résultat en 2018 —, la défaite du parti travailliste est néanmoins actée. Sa dirigeante Rebecca White annonce dans la foulée son retrait prochain de la présidence du parti, et son soutien à David O'Byrne pour successeur. Ce dernier est cependant l'objet d’accusation de harcèlement sexuel à peine trois semaines après son élection à la tête du parti, ce qui l'amène à se retirer, ouvrant la voix à la réélection de Rebecca White le 7 juillet 2021.

### Évènements suivants

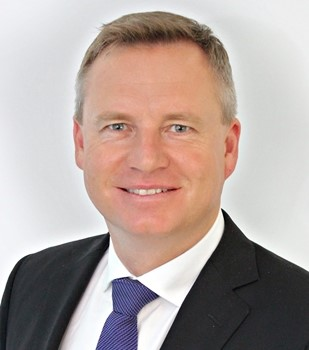
Jeremy Rockliff.

Après sa victoire électorale, Peter Gutwein décide finalement d'annoncer le 4 avril 2022 son retrait de la vie politique. Ce dernier est effectif quatre jours plus tard après l'élection à la tête du parti de Jeremy Rockliff, qui en était le numéro deux depuis seize ans,.
Le mois suivant, Jeremy Rockliff porte au parlement un projet d'augmentation du nombre de sièges à l'Assemblée afin de le faire passer de 25 à 35, soit le total en vigueur avant la réduction opérée en 1998. Bénéficiant du soutien de l'ensemble des partis présents à l'Assemblée, la loi est votée et signée en décembre 2022 par la gouverneure Barbara Baker, pour une entrée en vigueur aux prochaines élections,,.
A peine deux ans après sa victoire électorale, le Parti libéral subit cependant la perte de sa majorité, les députés libéraux Lara Alexander et John Tucker décidant de quitter le parti le 11 mai 2023 pour siéger en tant qu'indépendants,. Devenu minoritaire, le gouvernement continue de bénéficier de leur soutien sans participation, mais celui ci finit par s'accompagner début 2024 par des exigences sur le vote de nouvelles législations, telles que l'installation de caméra dans les abattoirs et l'arrêt du financement de plusieurs projets de construction d'installations sportives pour l'Australian Football League.
Face à ces exigences, le Premier ministre menace de demander à Barbara Baker de convoquer des élections anticipées si les deux députés dissidents refusent de signer un accord leur imposant de ne pas voter pour des propositions de loi de l'opposition sans l'accord du gouvernement. Devant le refus de ces derniers, Jeremy Rockliff se rend le 14 février chez la gouverneure pour faire sa demande officielle de convocation du scrutin le 23 mars suivant, ce qu'elle accepte le jour même.

## Système électoral

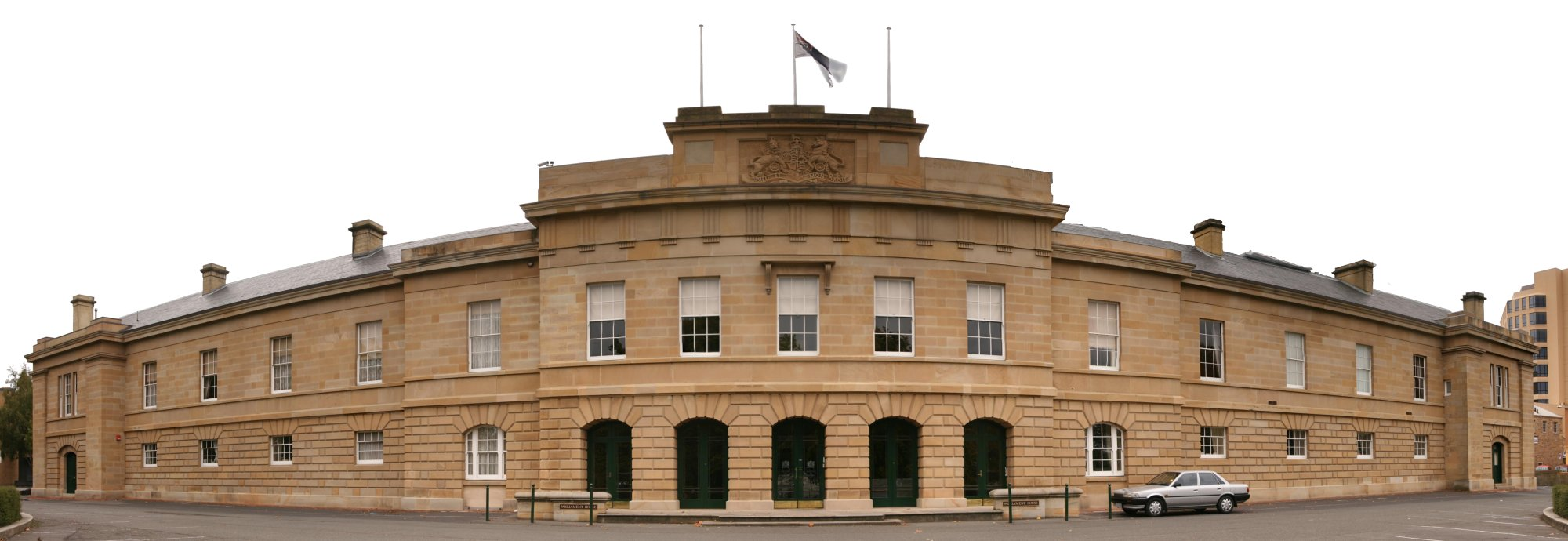
Le bâtiment de l'Assemblée à Hobart.

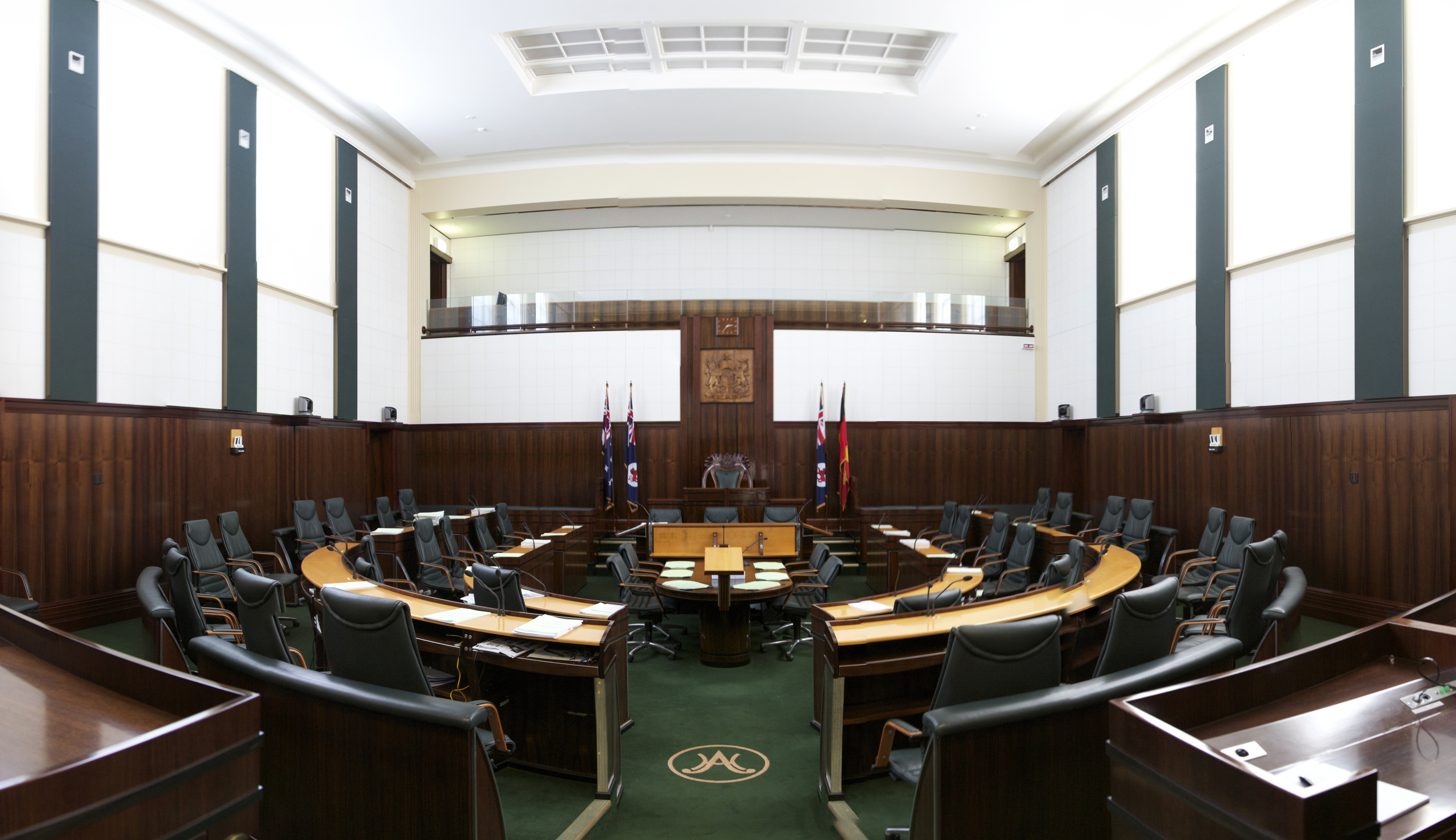
Intérieur de l'Assemblée.

L'Assemblée de Tasmanie est la chambre basse du parlement bicaméral tasmanien. Elle est dotée de 35 sièges pourvus pour quatre ans à l'aide d'une forme modifiée du scrutin à vote unique transférable dans cinq circonscription électorales de sept sièges chacune. Le scrutin utilisé, à finalité proportionnelle, est connu sous le nom de système électoral de Hare-Clark : les électeurs classent au moins autant de candidats que de sièges à pourvoir par ordre de préférences en écrivant un chiffre à côté de chacun de leur noms sur le bulletin de vote, 1 étant la première préférence,. 
Dans la pratique, les candidats sont regroupés sur le bulletin de vote par partis, et les électeurs peuvent librement sélectionner l'ensemble des candidats de ce parti ou en sélectionner des candidats de partis différents. Les partis ne sont pas contraint de présenter autant de candidats que de sièges à pourvoir et, dans le cas de petit partis, tendent à en présenter un nombre restreint afin de limiter la dispersion des voix de leurs électeurs. Contrairement à d'autres parties de l'Australie, les partis ne peuvent distribuer de pamphlet à l'entrée des bureaux de vote indiquant aux électeurs comment répartir leurs voix pour les soutenir.
Au moment du dépouillement, il est d'abord établi le quota de voix à atteindre par un candidat pour obtenir un siège en divisant le nombre de votes valides plus un par le nombre de sièges à pourvoir plus un. Les premières préférences sont d'abord comptées et le ou les candidats ayant directement atteint le quota sont élus. Pour chaque candidat élu, les secondes préférences de ses électeurs sont ajoutés au total des voix des candidats restants, permettant éventuellement à ces derniers d'atteindre à leur tour le quota. Si aucun candidat n'a atteint le quota dans la circonscription, ou qu'il reste des sièges à pourvoir après attribution des secondes préférences, le candidat arrivé dernier est éliminé et ses secondes préférences attribuées aux candidats restants. Si un candidat est élu ou éliminé et que ses secondes préférences vont à un candidat lui-même déjà élu ou éliminé, les préférences suivantes sont utilisées, et ainsi de suite. L'opération est renouvelée jusqu'à ce qu'autant de candidats que de sièges à pourvoir atteignent le quota. La particularité du système de Hare-Clark tient au calcul de la répartition de ces secondes préférences : celles ci sont ainsi divisées par le nombre total de premières préférences du candidat déjà élu. La répartition des sièges est ainsi faite à l'avantage des électeurs qui ne sont pas déjà représentés à l'Assemblée par leur premier choix, ce qui, dans un système de parti, tend à une répartition proportionnelle. Cette proportionnalité du système électoral n'est cependant possible qu'en présence d'un grand nombre de préférences secondaires, au risque en leur absence de se transformer en scrutin majoritaire plurinominal. L'électeur doit par conséquent obligatoirement indiquer un minimum de cinq préférences. À défaut, son bulletin est considéré comme nul,.

## Forces en présences
Les formations ci-dessous sont les branches territoriales des partis nationaux.
| Parti Nom en anglais | Parti Nom en anglais                       | Idéologie                                                  | Chef de file     | Résultat en 2018            |
| -------------------- | ------------------------------------------ | ---------------------------------------------------------- | ---------------- | --------------------------- |
|                      | Parti libéral Liberal Party                | Centre droit Libéral-conservatisme, libéralisme économique | Jeremy Rockliff  | 48,72 % des voix 13 députés |
|                      | Parti travailliste Labor Party             | Centre gauche Social-démocratie, progressisme              | Rebecca White    | 28,20 % des voix 9 députés  |
|                      | Verts australiens Australian Greens        | Gauche Écologie politique                                  | Rosalie Woodruff | 12,38 % des voix 2 députés  |
|                      | Réseau Jacqui Lambie Jacqui Lambie Network | Parti attrape-tout Régionalisme, populisme                 | Jacqui Lambie    | n/a                         |

## Résultats
|                           |                                     |         |       |       |        |               |  |  |  |
| Partis                    | Partis                              | Voix    | %     | +/-   | Sièges | +/-           |  |  |  |
|                           | Parti libéral                       | 127 837 | 36,67 | 12,05 | 14     | 1             |  |  |  |
|                           | Parti travailliste                  | 101 113 | 29,00 | 0,80  | 10     | 1             |  |  |  |
|                           | Verts australiens                   | 48 430  | 13,89 | 1,51  | 5      | 3             |  |  |  |
|                           | Réseau Jacqui Lambie                | 23 260  | 6,67  | n/a   | 3      | 3             |  |  |  |
|                           | Chasseurs, pêcheurs et agriculteurs | 8 126   | 2,33  | 0,71  | 0      | en stagnation |  |  |  |
|                           | Justice pour les animaux            | 5 283   | 1,52  | 0,12  | 0      | en stagnation |  |  |  |
|                           | Réseau local                        | 1 028   | 0,29  | Nv    | 0      | en stagnation |  |  |  |
|                           | Indépendants                        | 33 535  | 9,62  | 3,40  | 3      | 2             |  |  |  |
|                           |                                     |         |       |       |        |               |  |  |  |
| Votes valides             | Votes valides                       | 348 612 | 93,69 |       |        |               |  |  |  |
| Votes blancs et invalides | Votes blancs et invalides           | 23 465  | 6,31  |       |        |               |  |  |  |
| Total                     | Total                               | 372 077 | 100   | –     | 35     | 10            |  |  |  |
| Abstentions               | Abstentions                         | 36 120  | 8,85  |       |        |               |  |  |  |
| Inscrits / participation  | Inscrits / participation            | 408 197 | 91,15 |       |        |               |  |  |  |

## Analyse et conséquences

Résultats par circonscription

Aucun parti ne parvient à obtenir la majorité absolue des sièges, donnant lieu à un parlement sans majorité sans réel vainqueur. Le Parti libéral se maintient en tête mais subit un très fort recul, le Premier ministre Jeremy Rockliff ratant son pari d'organiser des élections anticipées afin de retrouver une majorité. Pour autant, le recul des libéraux ne profite finalement pas au Parti travailliste pourtant principal parti d'opposition dans la législature sortante. Les voix perdues par le Parti libéral se répartissent en effet au profit des Verts, des indépendants et du Réseau Jacqui Lambie, qui bénéficient tout trois d'une nette hausse. 
Constatant l'impossibilité pour le Parti travailliste de former un gouvernement, Rebecca White reconnaît la défaite de sa formation au lendemain du scrutin, provoquant ainsi une nouvelle primaire interne pour la direction du parti, en accord avec ses statuts. En position de former un gouvernement minoritaire ou de coalition, Jeremy Rockliff annonce privilégier la première option et chercher à obtenir le soutien en ce sens du Réseau Jacqui Lambie et de plusieurs élus indépendants,,. Le 10 avril, le Parti libéral et le Réseau Jacqui Lambie annoncent la conclusion d'un tel accord, augmenté de l'engagement écrit de l'un des élus indépendants, David O'Byrne, à soutenir le second gouvernement Rockliff,. Bénéficiant ainsi du soutien de 18 députés sur 35, ce dernier prête serment le lendemain même.